# Sacrum
I Sacrum sono un gruppo musicale death doom metal polacco formatosi a Gorlice nel 1991.

## Formazione
- Olaf Różański - voce (Cemetery of Scream, Forgotten Souls, ex-Defector, ex-Vae Victis)
- Krzysztof Siryk - chitarra (Ciryam, ex-Hypnos)
- Maciek Mierzwa - chitarra
- Mariusz Szostek - tastiere (ex-Draconian)
- Łukasz Forystek - basso (Ciryam, ex-Midgard, ex-Overlord, ex-Condemnation, ex-Elenium, ex-Neolith, ex-Draconian)
- Paweł Szarowicz - batteria, cori

## Discografia

### Demo
- 1994 - In articulo mortis
- 1995 - Condemned for Pain

### Album studio
- 1996 - Res sacra miser
- 1999 - Drastic Reality
- 2006 - Darkstricken

### EP
- 1997 - The Symbol